# Ś (слово латинице)
Ś ś (Ś ś; искошено: Ś ś) је слово латинице. Зове се S са акутом. Користи се у пољском, црногорском, белоруском и доњолужичком језику.
Изговара се као меко Ш, посебан глас сачињен из Ш и Ј : /ɕ/ - алвеоло-палаталног сибиланта.
У црногорском језику, на ћириличном писму, има графем С́. У црногорском латиничном писму, Ś је 26. слово абецеде.  
Такође, постоји још и ſ́ (дуго Ś). слово, које се не појављује у словенским језицима. Користило се као акцентовано слово у енглеском језику, које је касније избачено као слово уопштено.
Примери употребе фонема Ś у црногорском језику:
• śutra;
• śever;
• śeme;
• ośetiti;
• śediti;
• śekirati;
• śerav;
• pośekotina;
• śekira;
• Miśa (nadimak)...

## Рачунарски кодови
| Знак                      | Ś                                 | Ś                                 | ś                               | ś                               | ſ                         | ſ                         | ́                       | ́                       |
| ------------------------- | --------------------------------- | --------------------------------- | ------------------------------- | ------------------------------- | ------------------------- | ------------------------- | ---------------------- | ---------------------- |
| Назив у Уникоду           | LATIN CAPITAL LETTER S WITH ACUTE | LATIN CAPITAL LETTER S WITH ACUTE | LATIN SMALL LETTER S WITH ACUTE | LATIN SMALL LETTER S WITH ACUTE | LATIN SMALL LETTER LONG S | LATIN SMALL LETTER LONG S | COMBINING ACUTE ACCENT | COMBINING ACUTE ACCENT |
| Врста кодирања            | децимална                         | хексадецимална                    | децимална                       | хексадецимална                  | децимална                 | хексадецимална            | децимална              | хексадецимална         |
| Уникод                    | 346                               | U+015A                            | 347                             | U+015B                          | 383                       | U+017F                    | 769                    | U+0301                 |
| UTF-8                     | 197 154                           | C5 9A                             | 197 155                         | C5 9B                           | 197 191                   | C5 BF                     | 204 129                | CC 81                  |
| Нумеричка референца знака | &#346;                            | &#x15A;                           | &#347;                          | &#x15B;                         | &#383;                    | &#x17F;                   | &#769;                 | &#x301;                |

## Слична слова
- Латинично слово
- Латинично слово
- Латинично слово